# Liste de musées au Québec
Ceci est une liste des musées du Québec (Canada), classés par région administrative.

## Abitibi-Témiscamingue
- Centre d'art de La Sarre
- Centre d'exposition d'Amos
- Centre d'exposition de Val-d'Or
- Centre d'interprétation de la foresterie de La Sarre
- Chantier Gédéon (Angliers)
- Cité de l'Or (Val-d'Or)
- Collection archéologique Joseph Bérubé (Gallichan)
- Domaine Breen (Saint-Bruno-de-Guigues)
- École du rang 2 d'Authier
- Fossilarium de Notre-Dame-du-Nord (Notre-Dame-du-Nord)
- Le Rift (Ville-Marie)
- Le Vieux Palais (Amos)
- Obadjiwan-Fort-Témiscamingue (Ville-Marie)
- MA Musée d'art (Rouyn-Noranda)
- Magasin général Dumulon (Rouyn-Noranda)
- Maison du Frère-Moffet (Ville-Marie)
- Maison Hector-Authier (Amos)
- Musée de Guérin (Guérin)
- Musée de la gare (Témiscaming)
- Musée du nid de guêpes (Témiscamingue)
- Musée minéralogique de l'Abitibi-Témiscamingue (Malartic)
- Site historique T.E. Draper (Angliers)
- Village minier de Bourlamaque (Val-d'Or)

## Bas-Saint-Laurent
- Fort Ingall (Témiscouata-sur-le-Lac)
- Maison Lamontagne (Rimouski)
- Musée québécois de l'agriculture et de l'alimentation (Musée François-Pilote) (La Pocatière)
- Musée régional de Rimouski (Rimouski)
- Site historique maritime de la Pointe-au-Père (Rimouski)
- Musée du Bas-Saint-Laurent (Rivière-du-Loup)
- Musée du Témiscouata (Témiscouata-sur-le-Lac)
- Musée régional de Kamouraska (Kamouraska)

## Capitale-Nationale
- Musée huron-wendat
- Musée Bon-Pasteur
- Musée d'art contemporain de Baie-Saint-Paul (Baie-Saint-Paul)
- Musée de Charlevoix (La Malbaie)
- Musée de cire
- Musée de l’église Saint-Jean-Baptiste de Québec
- Musée de la Basilique-cathédrale Notre-Dame de Québec
- Musée de la civilisation
- Musée de l'Amérique francophone
- Musée de l'Aventure Leclerc
- Musée du Fort
- Musée du monastère des Augustines de l'Hôpital Général de Québec
- Musée du Moulin des Jésuites
- Musée du Pôle culturel du Monastère des Ursulines
- Musée national des beaux-arts du Québec
- L'Îlot des Palais, musée d'histoire et d'archéologie

## Centre-du-Québec
- Centre de la biodiversité du Québec (Bécancour)
- Musée des Abénakis (Odanak)
- Musée des cultures du monde (Musée des religions du monde) (Nicolet)
- Musée Laurier (Victoriaville)
- Musée national de la photographie (Musée populaire de le photographie) (Drummondville)
- Village québécois d'antan (Drummondville)
- Musée de l'ardoise (Richmond (Québec))
- Musée de l'auto ancienne de Richmond (Richmond (Québec))
- Musée de l'Hôtel des Postes (Victoriaville)
- Musée d'outils anciens (Saint-Rémi-de-Tingwick)

## Chaudière-Appalaches
- Musée de la mémoire vivante (Saint-Jean-Port-Joli)
- Musée maritime du Québec (L'Islet)
- Musée minéralogique et minier de Thetford Mines (Thetford Mines)

## Côte Nord
- Centre d'interprétation des mammifères marins (Tadoussac)
- Centre d'interprétation de Clarke City
- Musée amérindien et inuit à Godbout

## Estrie
- Centre culturel et du patrimoine Uplands (Sherbrooke)
- Centre d'interprétation de la mine d'or (Chartierville)
- Centre d'interprétation de l'histoire de Sherbrooke (Sherbrooke)
- Galerie d'art du Centre culturel de l'université de Sherbrooke (Sherbrooke)
- Le Centre d’interprétation de l’ardoise (Richmond)
- Lieu historique national Louis-S.-St-Laurent (Compton)
- Maison Merry (Magog)
- Musée Beaulne (Coaticook)
- Musée Colby-Curtis (Stanstead)
- Musée de la nature et des sciences de Sherbrooke (Sherbrooke)
- Musée de la Société d'histoire du comté de Richmond (Melbourne)
- Musée de l'auto ancienne de Richmond
- Musée des beaux-arts de Sherbrooke (Sherbrooke)
- Musée des communications et d'histoire de Sutton
- Musée du chocolat (Bromont)
- Musée du Jeu Vidéo et VFX (Sherbrooke)
- Musée Granit Central (Stanstead)
- Musée international d'art naïf de Magog (Magog)
- Musée de l'ingéniosité J. Armand Bombardier (Valcourt)

## Gaspésie
- Exploramer (Sainte-Anne-des-Monts)
- Lieu historique national de la Bataille-de-la-Ristigouche (Pointe-à-la-Croix)
- Musée acadien du Québec (Bonaventure)
- Musée de la Gaspésie (Gaspé)
- Musée de la Mer (îles de la Madeleine)
- Musée d'histoire naturelle du parc national de Miguasha (Nouvelle)

## Lanaudière
- Chapelle des Cuthbert (Berthierville)
- Maison d'histoire de Terrebonne
- Maison Rosalie-Cadron (Lavaltrie)
- Musée d'art de Joliette
- Maison Louis-Cyr[1] (Saint-Jean-de-Matha)
- Musée Gilles-Villeneuve[2] (Berthierville)
- Maison et jardins Antoine Lacombe[3]
- Maison des Cageux (Lanoraie)

## Laurentides
- Musée d'art contemporain des Laurentides (Saint-Jérôme)
- Musée de Saint-Eustache et de ses Patriotes
- Musée du ski des Laurentides (Saint-Sauveur)
- Musée Joseph-Filion (Sainte-Thérèse)
- Musée régional d'Argenteuil (Carillon)
- Village de Séraphin (Sainte-Adèle) (n'existe plus)

## Laval
- Centre d'interprétation de l'eau
- Cosmodôme
- Musée Armand-Frappier

## Mauricie
- Cité de l'énergie (Shawinigan)
- Musée des Ursulines de Trois-Rivières (Trois-Rivières)
- Musée Pierre-Boucher (Trois-Rivières)
- Musée Pop (Trois-Rivières)

## Montérégie
- Musée Bruck (Cowansville)
- Musée d'archéologie de Roussillon (La Prairie)
- Musée de société des Deux-Rives (Salaberry-de-Valleyfield)
- Musée des beaux-arts de Mont-Saint-Hilaire
- Musée du comté de Brome et musée pour enfants
- Musée du Fort Saint-Jean (Saint-Jean-sur-Richelieu)
- Musée du golf du Québec (Granby)
- Musée du Haut-Richelieu (Saint-Jean-sur-Richelieu)
- Musée ferroviaire canadien (Saint-Constant)
- Musée Missisquoi
- Musée québécois d'archéologie (Pointe-du-Buisson)
- Musée régional de Vaudreuil-Soulanges
- Le Musée Canadien de l'Arme et du Bronze de Granby

## Montréal

### Musées membres de la Société des musées montréalais
1. Bibliothèque et Archives nationales du Québec (Quartier latin de Montréal)
2. Centre canadien d'architecture
3. Musée de l’Holocauste Montréal
4. Centre des sciences de Montréal (Vieux-Port de Montréal)
5. Centre d'exposition Lethbridge (Côte-Vertu)
6. Centre d'histoire de Montréal (Vieux-Montréal)
7. Centre Marius-Barbeau
8. Château Dufresne
9. Cinémathèque québécoise (Quartier latin de Montréal)
10. DHC/ART (Vieux-Montréal)
11. Écomusée du fier monde
12. Galerie d'art Stewart Hall
13. Galerie de l'UQAM
14. Guilde canadienne des métiers d'art
15. Institut culturel Avataq
16. Lieu historique national de Sir-George-Étienne-Cartier (Vieux-Montréal)
17. Lieu historique national du Commerce-de-la-Fourrure-à-Lachine
18. Maison Étienne-Nivard-de Saint-Dizier, musée et site archéologique
19. Maison Saint-Gabriel, musée et site historique
20. Musée d’histoire et du patrimoine de Dorval
21. Musée d'art contemporain de Montréal
22. Musée de la logistique des Forces canadiennes
23. Musée de la Mode
24. Musée de Lachine
25. Musée de l'imprimerie du Québec
26. Musée des beaux-arts de Montréal
27. Musée des Hôpitaux Shriners pour enfants
28. Musée des Hospitalières de l'Hôtel-Dieu de Montréal
29. Musée des métiers d'art du Québec (anciennement Musée des maîtres et artisans du Québec)
30. Musée des ondes Émile Berliner
31. Musée des pompiers de Montréal
32. Musée des sœurs de miséricorde
33. Château Ramezay, musée et site historique (Vieux-Montréal)
34. Musée du rock'n'roll du Québec
35. Musée Eudore-Dubeau
36. Musée Marguerite-Bourgeoys (Vieux-Montréal)
37. Musée McCord
38. Musée Redpath
39. Musée régimentaire Les Fusiliers Mont-Royal
40. Musée Stewart
41. Pointe-à-Callière, cité d'archéologie et d'histoire de Montréal (Vieux-Montréal)
42. Prison du Pied-du-Courant
43. Tohu
44. Centre d'exposition de l'Université de Montréal
45. Musée de l'Oratoire Saint-Joseph du Mont-Royal

### Musées Nature (Espace pour la vie)

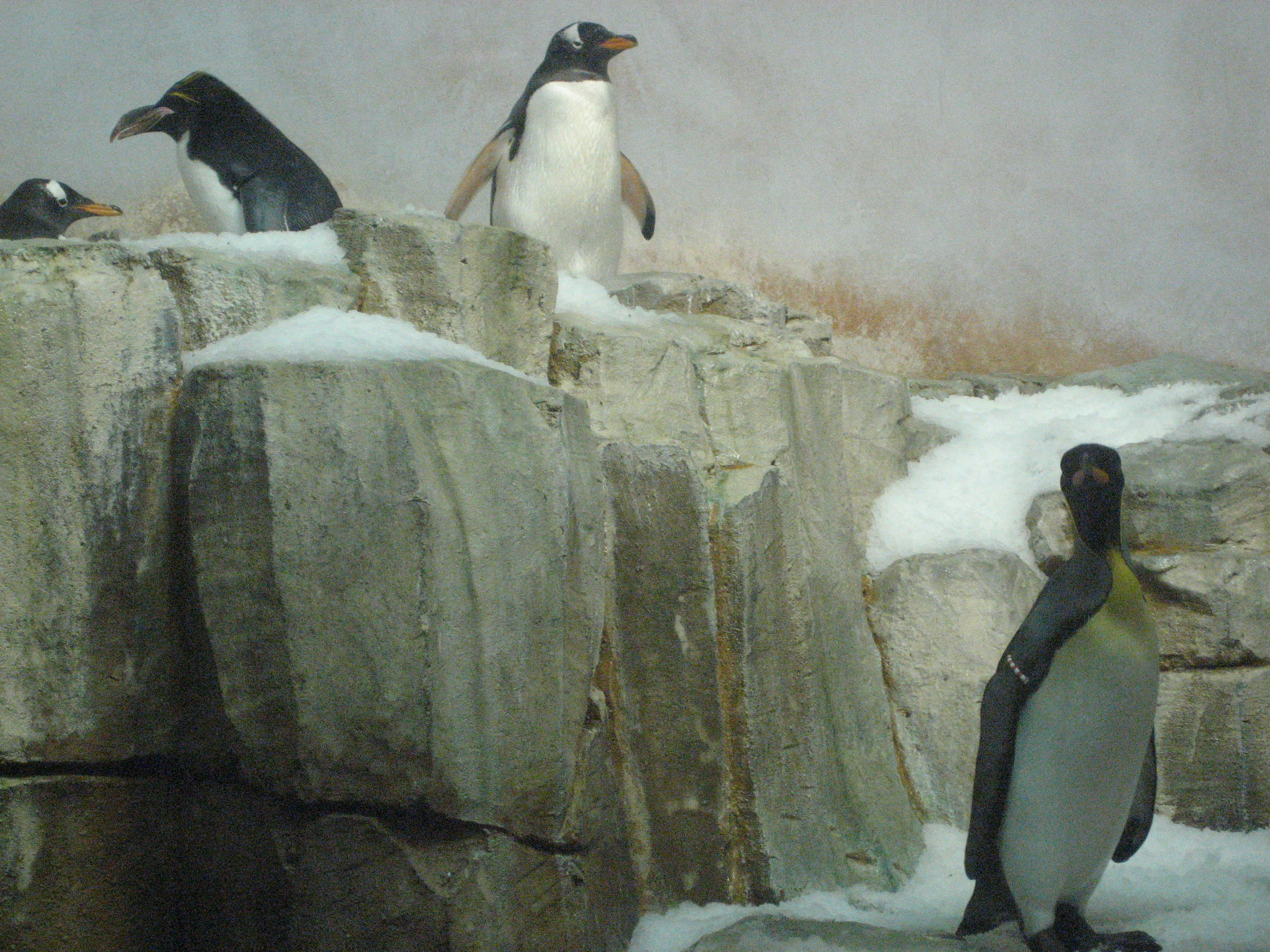
Manchots du Biodôme

1. Biodôme de Montréal - Espace pour la vie
2. Biosphère - Espace pour la vie
3. Insectarium de Montréal - Espace pour la vie
4. Jardin botanique de Montréal - Espace pour la vie
5. Planétarium Rio Tinto Alcan - Espace pour la vie

### Autres musées
- Arboretum Morgan
- Édifice de la Banque de Montréal (Vieux-Montréal)
- Musée des arts décoratifs de Montréal (disparu)
- Musée du costume et du textile du Québec (Vieux-Montréal)
- Musée du Montréal juif
- Musée Grévin Montréal
- Musée historique canadien (disparu)
- Musée Juste pour rire (disparu)
- Centre historique des Sœurs de Sainte-Anne (disparu)
- Cité Historia, Musée d'histoire du Sault-au-Récollet
- Palais de la civilisation (disparu)

## Nunavik
- Musée et Centre de transmission de la culture Daniel-Weetaluktuk (Inukjuak)

## Outaouais
- Centre d'exposition L'Imagier ((Gatineau))
- Musée canadien de l'histoire

## Saguenay-Lac-Saint-Jean
- Centre d’histoire Arvida
- Centre d’histoire Sir-William-Price
- Musée amérindien de Mashteuiatsh
- Musée du Fjord
- Musée du fromage cheddar
- Musée Louis-Hémon
- Petite Maison Blanche
- Pulperie de Chicoutimi